# Hespagarista novemmaculata
Hespagarista novemmaculata là một loài bướm đêm trong họ Noctuidae.